# Pomalá televize
Pomalá televize (též slow television či slow TV) je televizní žánr, který vysílá zdánlivě obyčejné události ze života lidí, zvířat, rostlin a strojů. Na počátku 21. století jej zpopularizovala norská televize NRK, když v roce 2009 začala vysílat 7hodinovou cestu vlakem.

## Historie
Tento koncept je modernizací pomalého filmu z roku 1963 umělce Andy Warhola Sleep, v němž básník John Giorno spí 5 hodin a 20 minut. 27. listopadu 2009 norská televize NRK vysílala pohled z kabiny strojvůdce na 7hodinové cestě železniční tratí Bergensbanen. 16. června 2011 živě začala vysílat cestu lodě rozvážející poštu MS Nordnorge (1996) z Bergenu do Kirkenesu, která trvala 134 hodin.
Obě vysílání se setkala s rozsáhlým zájmem Norů i zahraničních médií a zaznamenala velký úspěch, když sledovanost předčila všechna očekávání a stanice NRK2 zaznamenala rekord ve sledovanosti.
Popularitou norského fenoménu pomalé televize se nechali inspirovat i tvůrci z jiných zemí. Americké televize Travel Channel a LMNO Cable Group plánují vysílat dvanáctihodinovou panoramatickou výpravu „Slow Road live“. BBC připravuje celý Slow TV seriál.

## Norsko
V letech 2009–2013 vysílala norská veřejnoprávní televize NRK několik programů slow TV. Norský výraz Sakte-tv (pomalá tv) se v roce 2013 norským slovem roku. Na rok 2017 plánují program, který bude mapovat tři tisíce sobů při jejich jarní migraci.

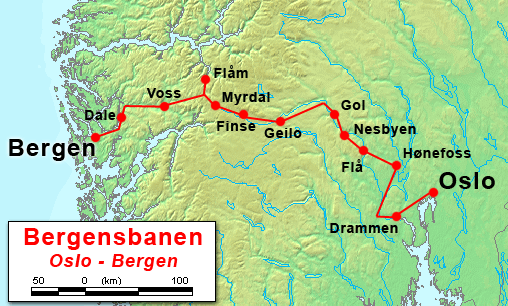
Bergensbanen se stanicemi, ze kterých se v roce 2009 vysílalo.

- 2009 Bergensbanen – minutt for minutt bylo vysílání 7hodinové cesty vlaku z Bergenu do Osla, které vysílala stanice NKR2 27. listopadu 2009. Je popisováno jako ikonický program slow TV.[1] Program byl součástí oslav 100. výročí existence této trati. 4 kamery snímaly dění v exteriéru i interiéru včetně rozhovorů s posádkou, bývalými pracovníky i cestujícími. Vlak projel 182 tunely. Samotné natáčení probíhalo během léta. Vysílání v průměru sledovalo 176 000 diváků, alespoň jednou se na vysílání podívalo 1 246 000 Norů[3] (20 % populace).[2] Po úspěchu s bergenskou tratí natočila NRK v květnu 2010 trať Flåmsbana[9] a v červnu 2010 trať Bybanen.[10]

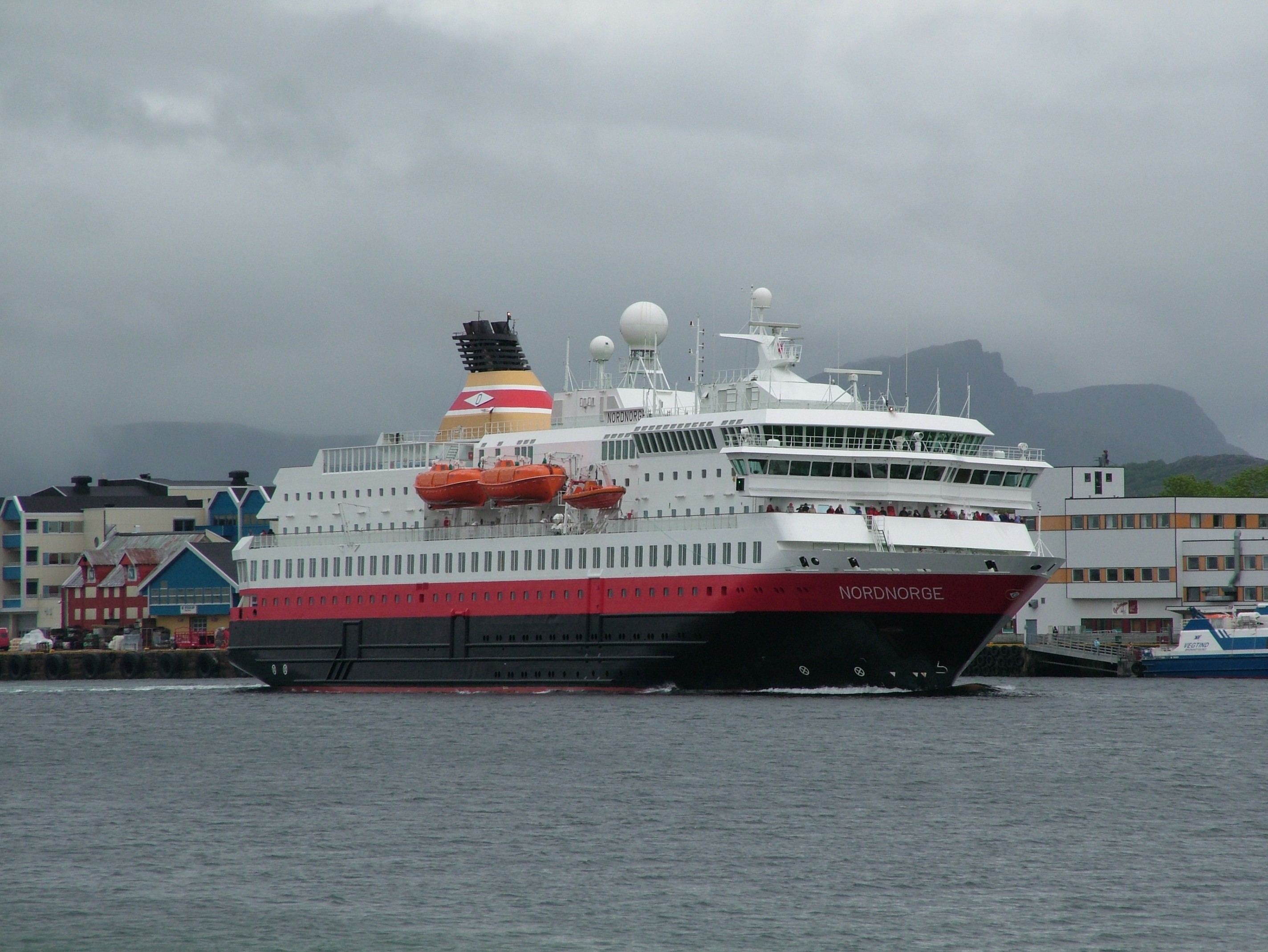
MS Nordnorge (1996)

- 2011: Hurtigruten – minutt for minutt odstartovalo 16. června 2011 v 19.45 hodin, dokumentovalo 134hodinovou cestu lodě rozvážející poštu MS Nordnorge (1996) z Bergenu do Kirkenesu.[4] Událost vysílala živě stanice NRK2 a na internetu pro zahraniční diváky v norštině[11] a angličtině.[12] Vysílání sklidilo větší pozornost a popularitu než předchozí cesta Bergensbanen.[1][13] Během víkendu 17.–19. června 2011 sledovalo živé vysílání 2 542 000 lidí, což je zhruba polovina norské populace. Vysílání je zapsané v Guinnessova kniha rekordů jako nejdelší dokument v historii.[14] V roce 2012 bylo zařazeno do norské části programu Paměť světa.[15] Vysílání sledovali online i diváci ze zahraničí. 46 % internetových diváků pocházelo odjinud, 7 % sledujících pocházelo z Dánska, po 4 % ze Spojených států, Německa, Spojeného království a Francie.[16][17][18]

- 2012: Lakseelva – minutt for minutt živě vysílaly z 31. května na 1. června NRK1 a NRK2. Šlo o 24hodinové vysílání z lovu lososů. Sledovalo jej kolem 1,6 milionu diváků.[19][20]

- 2013: Nasjonal vedkveld z 15. února 2013 bylo 12hodinové vysílání o palivovém dřevu a jeho zpracování. 8 hodin trval živý přenos hořícího dřeva v krbu. Sledovalo jej 20 % populace. O programu vyšel článek v The New York Times.[21]

- 2013: Nasjonal strikkekveld z 1. listopadu 2013 bylo 12hodinové vysílání pletení s pokusem o zápis do Guinnessovy knihy rekordu v pletení svetru od začátku do konce.[22]

- 2014: Piip-show mohlo 25. května od 6 ráno do 8 večer sledovat život ptáků v krmítku stylizované do podoby kavárny. Tříměsíční program na NRK2 sledovalo 243 000 diváků.[19][20]

## Česko
V Česku začali s konceptem pomalé televize v roce 2015 v projektu Slow TV na Playtvak.cz. Od roku 2018 byl projekt přesunut pod značku iDNES TV  . V lednu 2019 se původní tým pomalé televize přestěhoval na internetovou Mall.TV. V Česku tak provozují Slow TV hned dvě internetové platformy a nabízí nejrůznější přenosy pro milovníky techniky i přírody. Veliké oblibě se těší pořady Planespotting (pojmenováno dle záliby ve sledování letadel – Letecký spotting) , kdy je pod neustálým dohledem vzletová a přistávací dráha označená RWY 06/24 na Letišti Václava Havla v Praze nebo například přenos z Mazací tramvaje Tatra T3 s evidenčním číslem 5572, které obyvatelé Prahy ale důvěrně říkají Mazačka. České Slow TV nabízejí dále například přenosy z vlakových nádraží, nákladní lodi, z výběhů ZOO nebo krmítek v přírodě.